# Poydras
Poydras is een plaats (census-designated place) in de Amerikaanse staat Louisiana, en valt bestuurlijk gezien onder St. Bernard Parish.

## Demografie
Bij de volkstelling in 2000 werd het aantal inwoners vastgesteld op 3886.

## Geografie
Volgens het United States Census Bureau beslaat de plaats een oppervlakte van
11,3 km², waarvan 10,8 km² land en 0,5 km² water.

## Plaatsen in de nabije omgeving
De onderstaande figuur toont nabijgelegen plaatsen in een straal van 16 km rond Poydras.